# Грузька (притока Мерли)
Грузька — річка у Коломацькій та Краснокутській селищних громадах Богодухівського району Харківської області. Ліва притока Мерли (басейн Дніпра).

## Опис
Довжина 18 км, похил річки — 2 м/км. Формується з декількох безіменних струмків та водойм. Площа басейну 118 км².

## Розташування
Грузька бере початок у селі Покровка. Тече переважно на північний захід у межах селища Костянтинівка та села Слобідка. На околиці села Колонтаїв впадає в річку Мерлу, ліву притоку Ворскли.

## Притоки
- Балка Брагодирський Яр[1] - ліва притока, бере початок на південному сході від села Кам'яно-Хутірське. Тече переважно на північний захід і впадає у Грузьку у селі Костянтинівка.
  - Балка Карайкова[1] - ліва притока Брагодирського яру. Бере початок біля села Степове, тече на північний захід і впадає у Брагодирський яр у селі Кам'яно-Хутірське.
- Яр Чаговець[1] - права притока, бере початок біля села Благодатне, тече спочатку на захід потім на південний захід і впадає у Грузьку на схід від села Костянтинівка. На сучасніших картах позначений як основне русло річки у верхній течії[2]